# Гайдай Ігор Миколайович
І́гор Микола́йович Гайда́й (нар. 22 січня 1961, м. Харків) — український фотохудожник. Один з ініціаторів створення Національної спілки фотохудожників України.

## Життєпис
Ігор Гайдай народився 22 січня 1961 року в Харкові.
Закінчив Київський театральний інститут імені Карпенка-Карого (1985, спеціальність — кінооператорство). Дипломною роботою Ігоря Гайдая стала короткометражна картина «Дракон» (за однойменним твором Рея Бредбері), яка відзначена премією на київському міжнародному фестивалі «Молодість» (1984).
Працював викладачем фотокомпозиції та освітлення на катедрі кінорежисури в інституті ім. І. Карпенка-Карого (1984—1986), фотохудожником кіностудії імені Олександра Довженка (1987—1991). До 2002 року співпрацював з багатьма рекламними агентствами.
У травні 2023 року унікальна світлина Ігоря Гайдая «Бійці полку АЗОВ. Маріуполь» була продана за 12 500 доларів на благодійному аукціоні в Національному центрі «Український дім».
Від 28 липня 2023 року в складі комітету з Національної премії України імені Тараса Шевченка.

## Творчість
У 1991 році заснував власну фотостудію. Від 1995 — засновник, співвласник та артдиректор ТОВ «Гайдай студія».
Автор фотокниг «Українці. Початок третього тисячоліття» (2003), «9 місяців + 3 дні» (2008), «Razom.ua» (2011).
Персональні виставки в містах Гайнсберзі (1991, Німеччина), Тулузі (1993, 2008; Франція), Києві (1994, 2001, 2003, 2005, 2006, 2007, 2008, 2009, 2010, 2011, 2012, 2013, 2014, 2015, 2018, 2019), Лейпцигу (1996, Німеччина), Вроцлаві (2004, Польща), Женеві (2005, Швейцарія), Відні (2006, 2009; Австрія), Донецьку (2008), Дніпропетровську (2008), Львові (2009, 2011, 2014), Мінську (2009, Білорусь), Арлі (2010, 2011; Франція), Парижі (2010, 2013; Франція), Лондоні (2011, 2014; Велика Британія), Меці (2011, 2013; Франція), Анжі (2011, Франція), Москві (2013, Росія), Берліні (2014, Німеччина), Пярні (2014, Естонія), Нью-Йорку (2014, США), Запоріжжі (2014), Чернівцях (2014), Чернігові (2014), Івано-Франківську (2015), Гофбург, Інсбрук (2015, Австрія), Ґруневальд (2015, Німеччина), Франкфурт/Одер (2015, Німеччина), Інсбрук (2020, Австрія), Одесі (2021), Кутаїсі (2022, Грузія), Страсбург (2022, Франція).